# Steve Lacy
Steve Lacy (Nova Iorque, 23 de julho de 1934 - Boston, 4 de junho de 2004), nascido Steven Lackritz Norman, foi um saxofonista e compositor de jazz.
Steve Lacy acompanhou principalmente Sidney Bechet e John Coltrane. Iniciou sua carreira com o jazz tradicional (Dixieland) antes de iniciar o livre jazz com Cecil Taylor, que o fez conhecer Thelonious Monk. Viveu muito tempo na Europa e, particularmente, em Paris.

## Juventude e carreira
Lacy iniciou sua carreira aos dezesseis anos tocando Dixieland com músicos bem mais velhos, como Henry “Red” Allen, Pee Wee Russel, George “Pops” Foster e Zutty Singleton, e então com músicos de jazz da cidade do Kansas, como Buck Clayton, Dicky Wells e Jimmy Rushing. Lacy então se envolveu com a vanguarda, apresentando-se no álbum de debute de Cecil Taylor, Jazz Advance (1956), e aparecendo com o incrível quarteto de Taylor no Newport Jazz Festival de 1957; ele também fez uma aparição notável em um dos primeiros álbuns de Gil Evans. Seu relacionamento mais duradouro, contudo, foi com a música de Thelonious Monk: ele gravou o primeiro álbum que trazia apenas composições de Monk (Reflections, Prestige, 1958) e tocou brevemente na banda de Monk em 1960, e posteriormente no álbum de Monk Big Band and Quartet in Concert (Columbia, 1963).

## Discografia
(incompleta)
- Evidence, 1961, New Jazz.
- Wordless - Futura Ger 22 (1971)
- Scrups, 1974, Saravah.
- Sands, 1998, Tzadik Records|Tzadik.
- Sempre Amore com Mal Waldron.